# Um er-Rasas
Um er-Rasas (arabe : ʾumm ar-raṣāṣ, أم الرصاص, « mère du plomb »), aussi appelé Kastrom Mefa’a est un site archéologique en Jordanie qui contient des ruines des civilisations romaines, byzantines et proto-musulmanes.
La majorité du site n'a pas été fouillé, mais jusqu'ici, on a trouvé un camp militaire et plusieurs églises.
À la fin du IVe siècle, le site du camp romain a été occupé par une unité de cavalerie des légions romaines. Ces troupes ont été stationnées dans ce camp après une réorganisation par Dioclétien de la défenses des frontières consécutive à la guerre contre la reine Zénobie de Palmyre gagnée par Aurélien en 272.
Pour son mélange unique de civilisations, l'Um er-Rasas a été inscrit depuis 2004 sur la liste du patrimoine mondial de l'UNESCO.

## Mosaïques
Le site est aussi connu pour ses mosaïques byzantines mises en valeur par Michele Piccirillo en 1986. Le travail est daté de 785 et est remarquable par sa représentations de cités de la région. Côté nord :

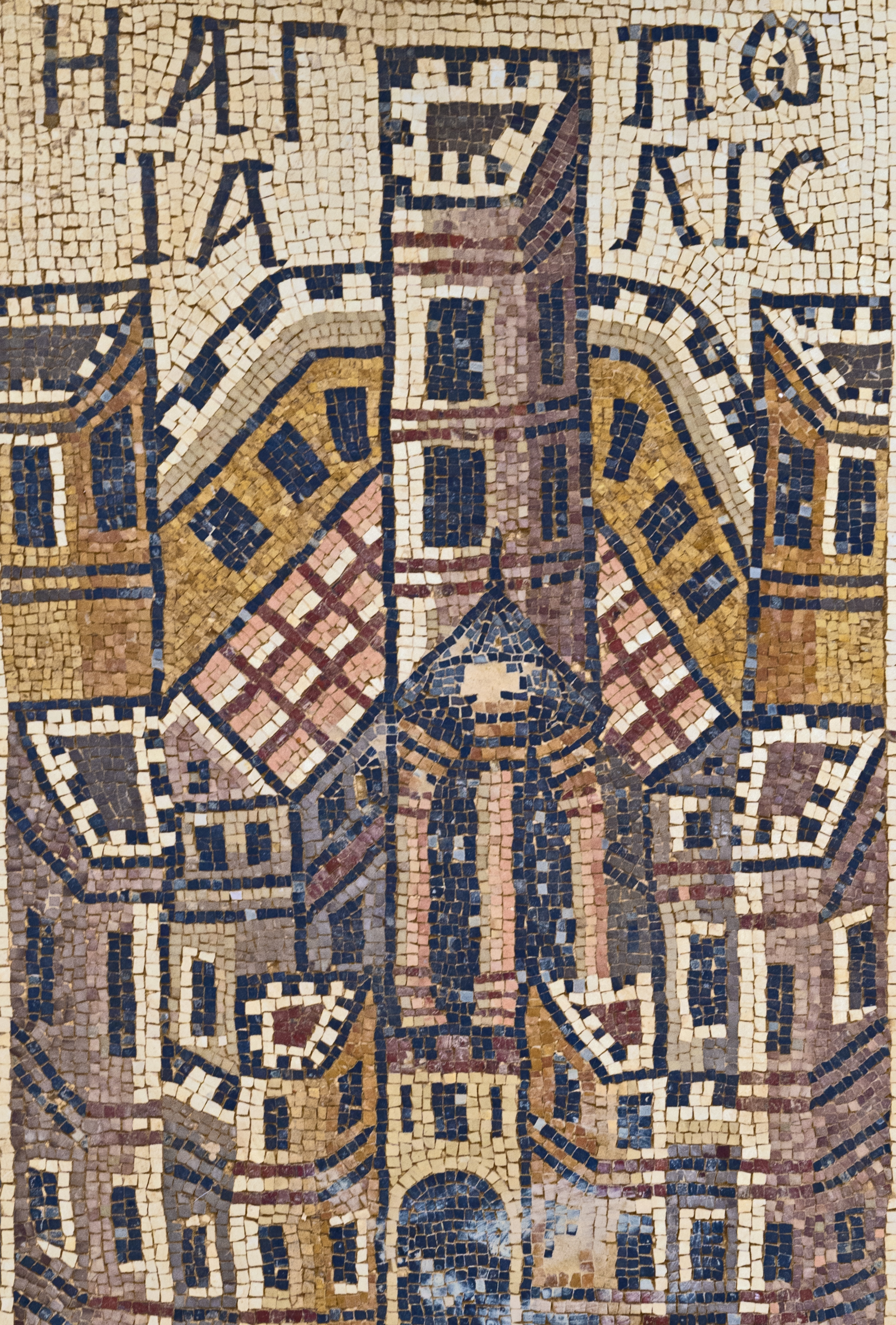
Hagia Polis : Jerusalem.
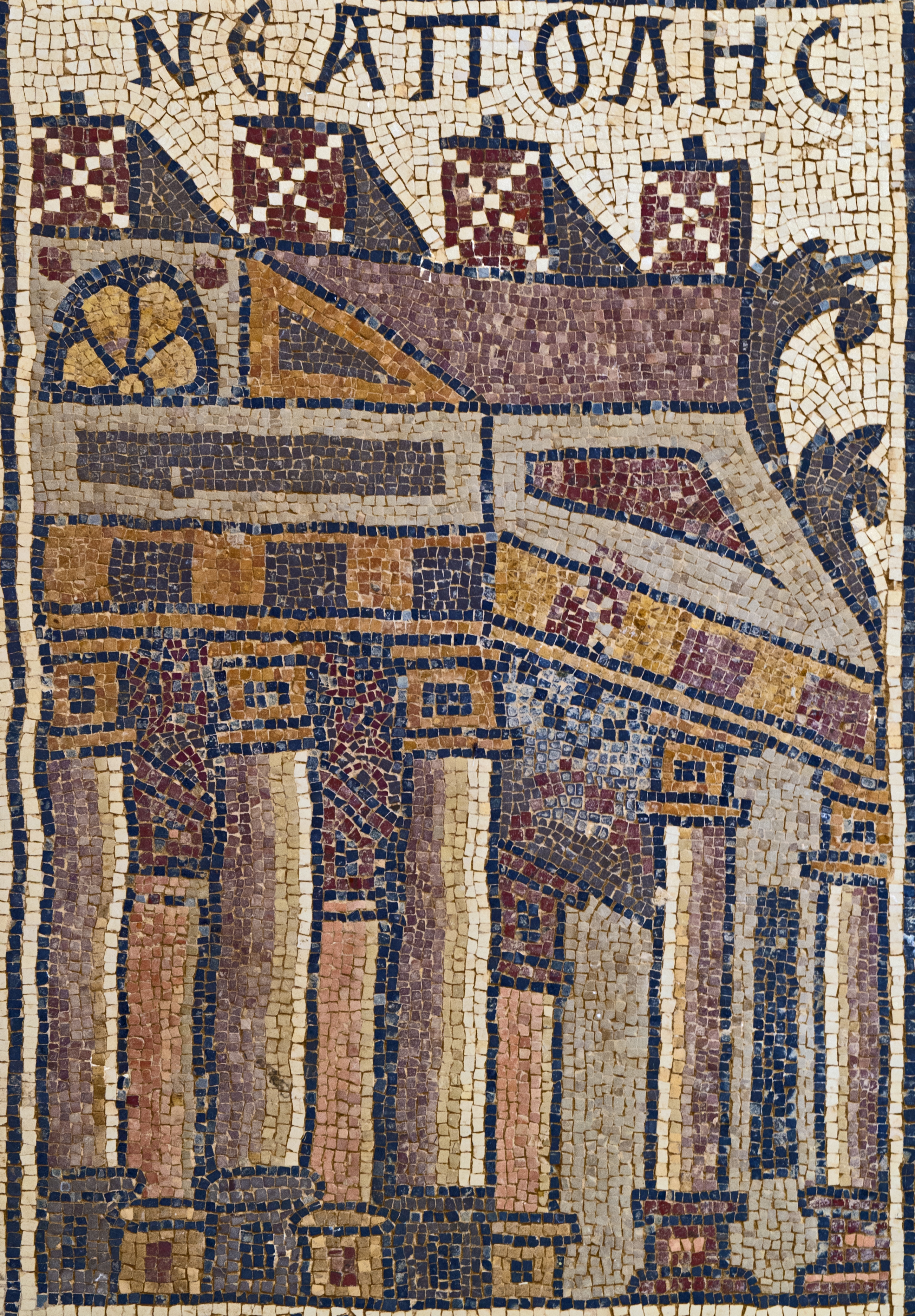
Neapolis.
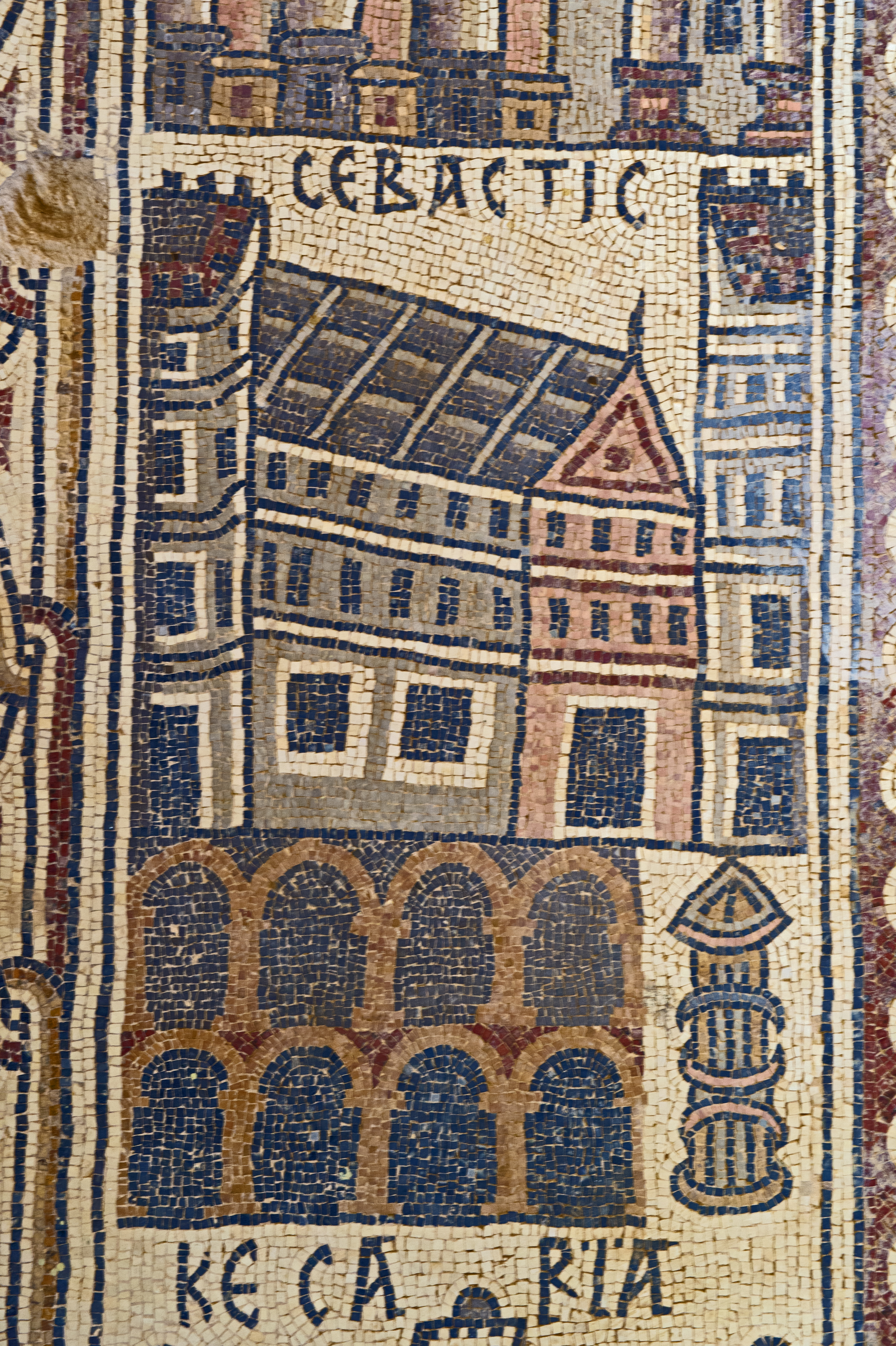
Sebastia.
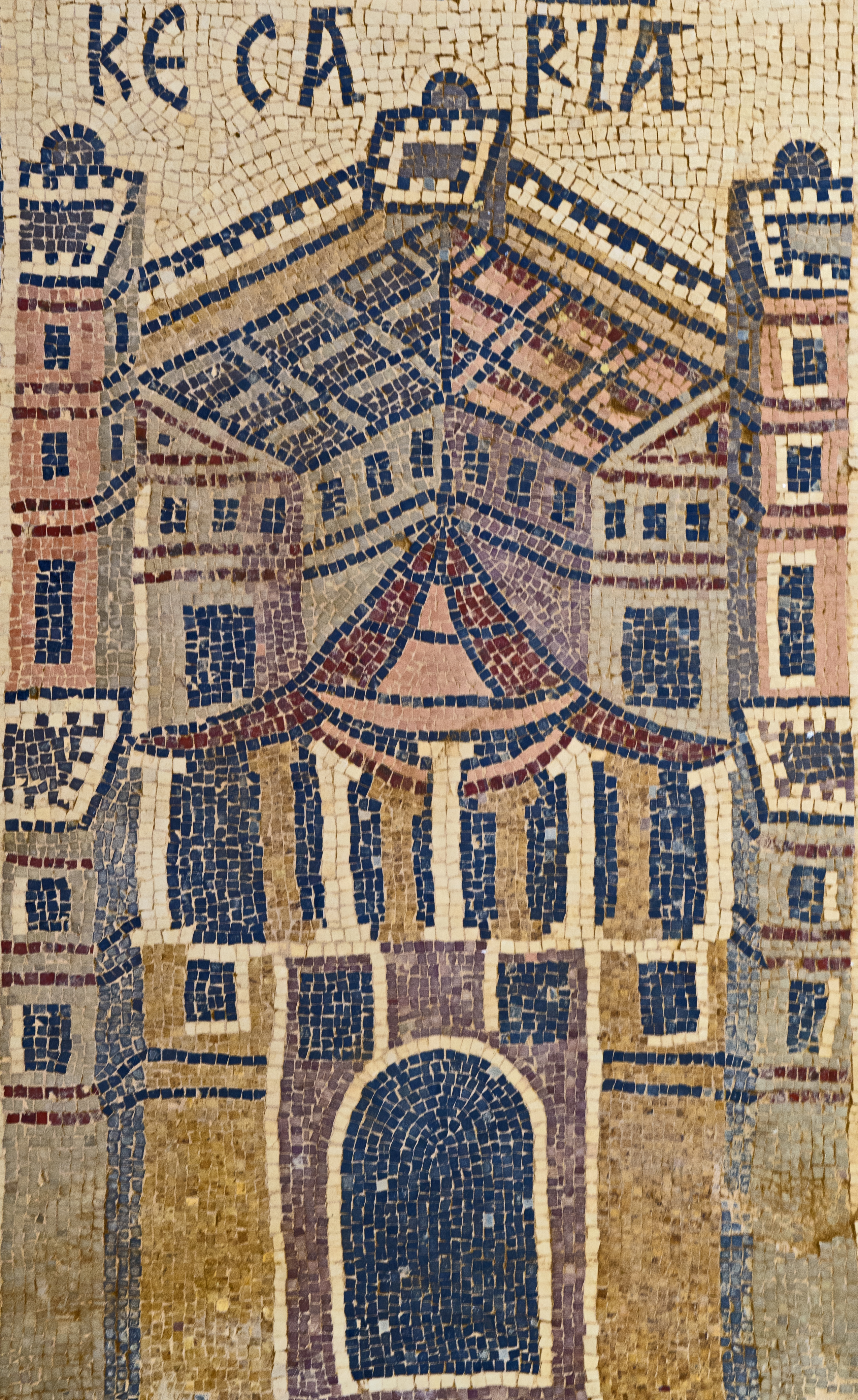
Césarée.
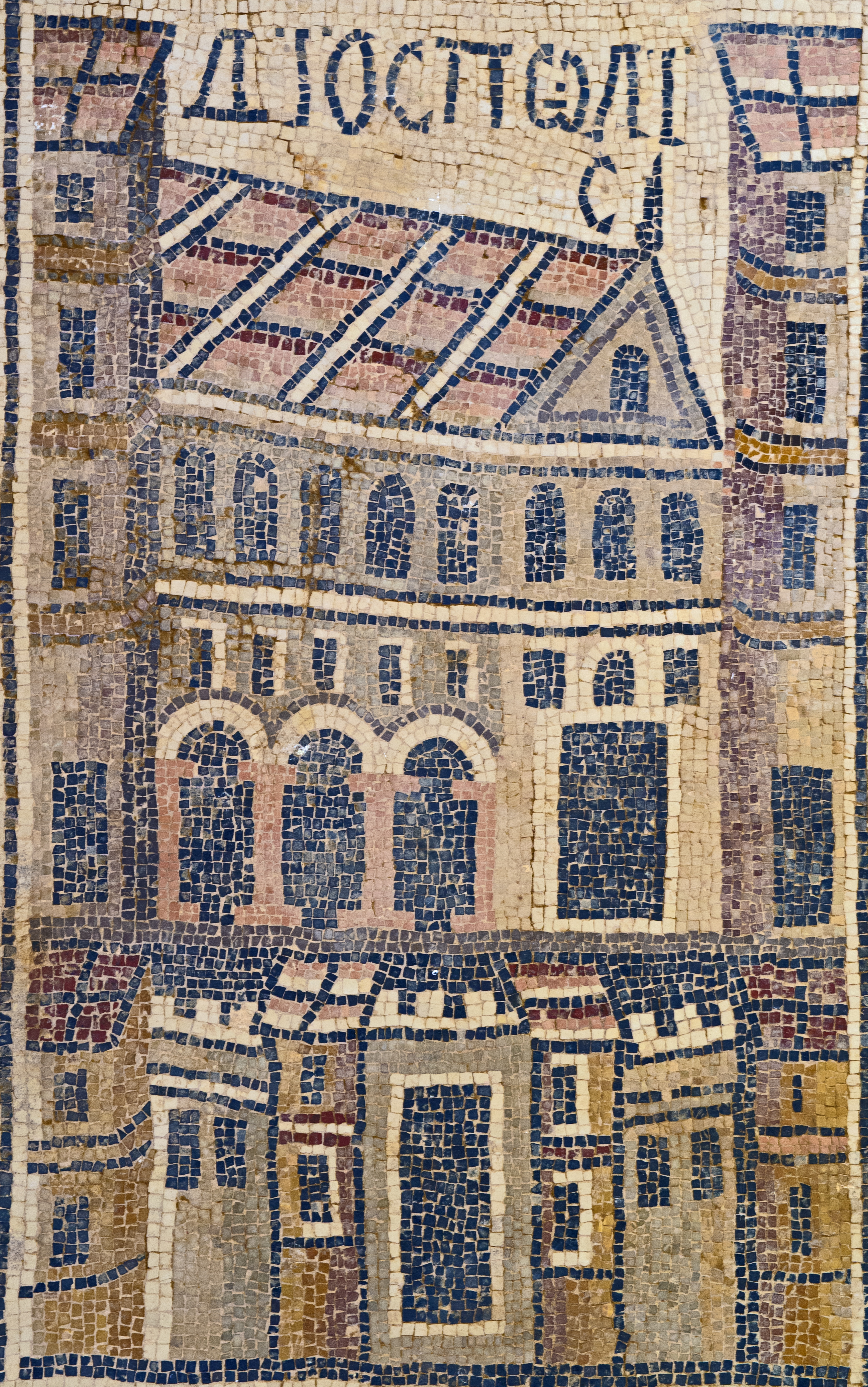
Diosplois : Lydda.
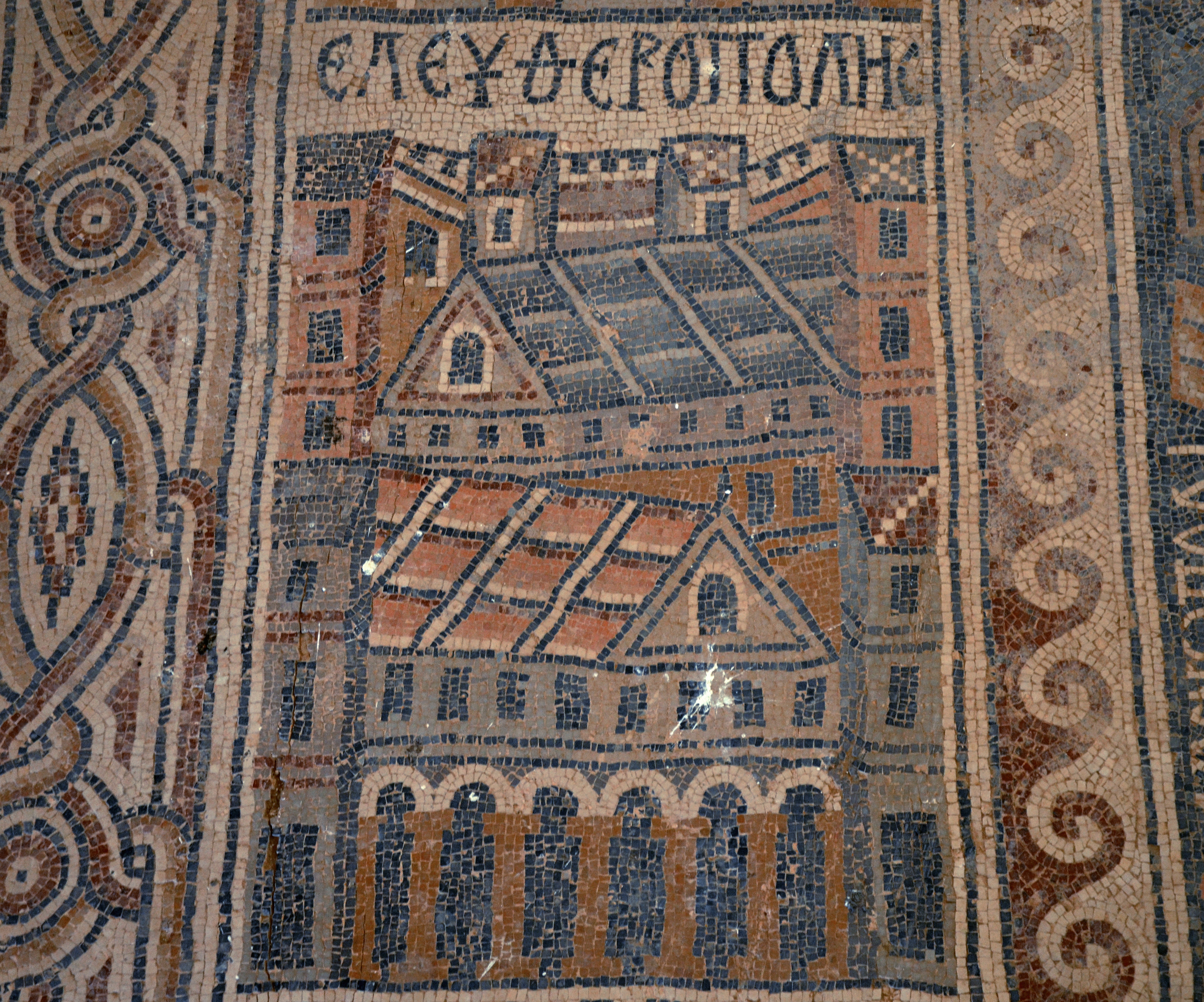
Eleutheropolis maintenant Bayt Jibrin.
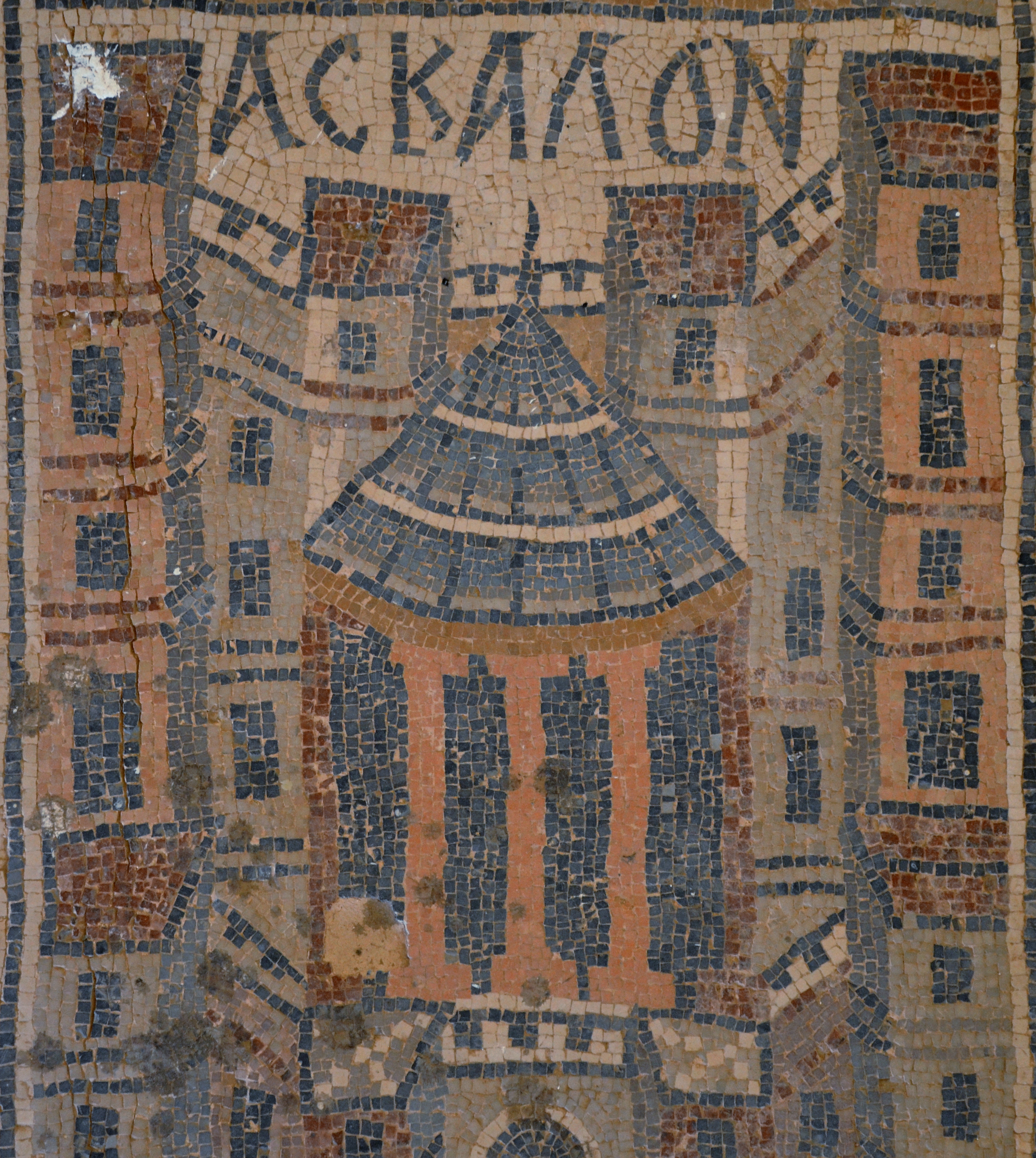
Ashkelon.
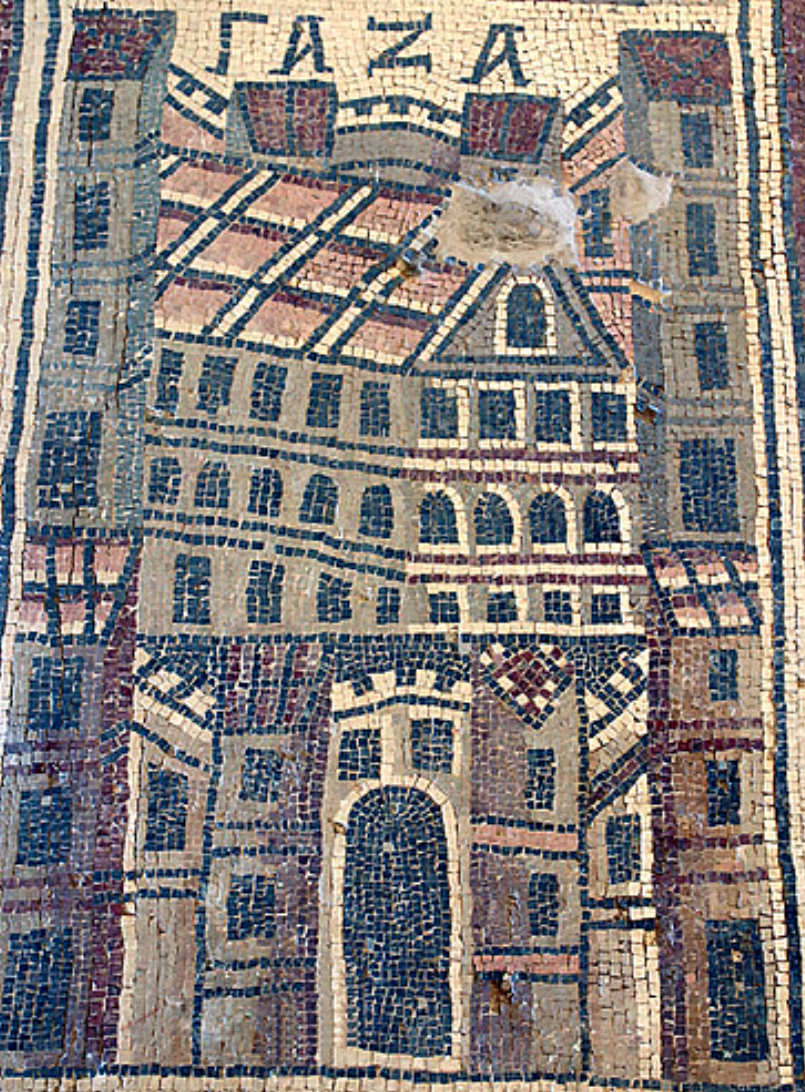
Gaza.

Et côté sud : 

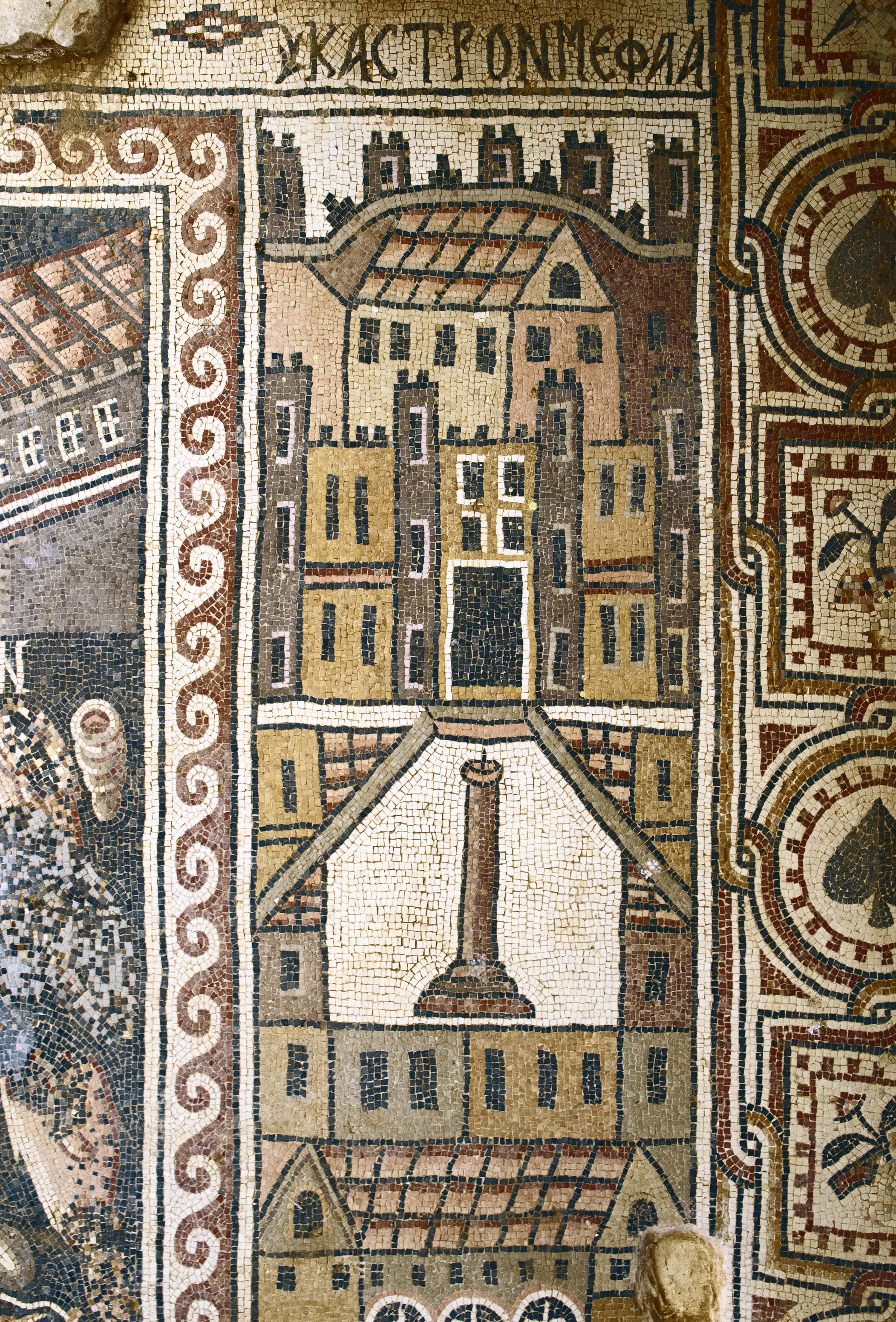
Kastron Mefaa (Umm er-Rasas)
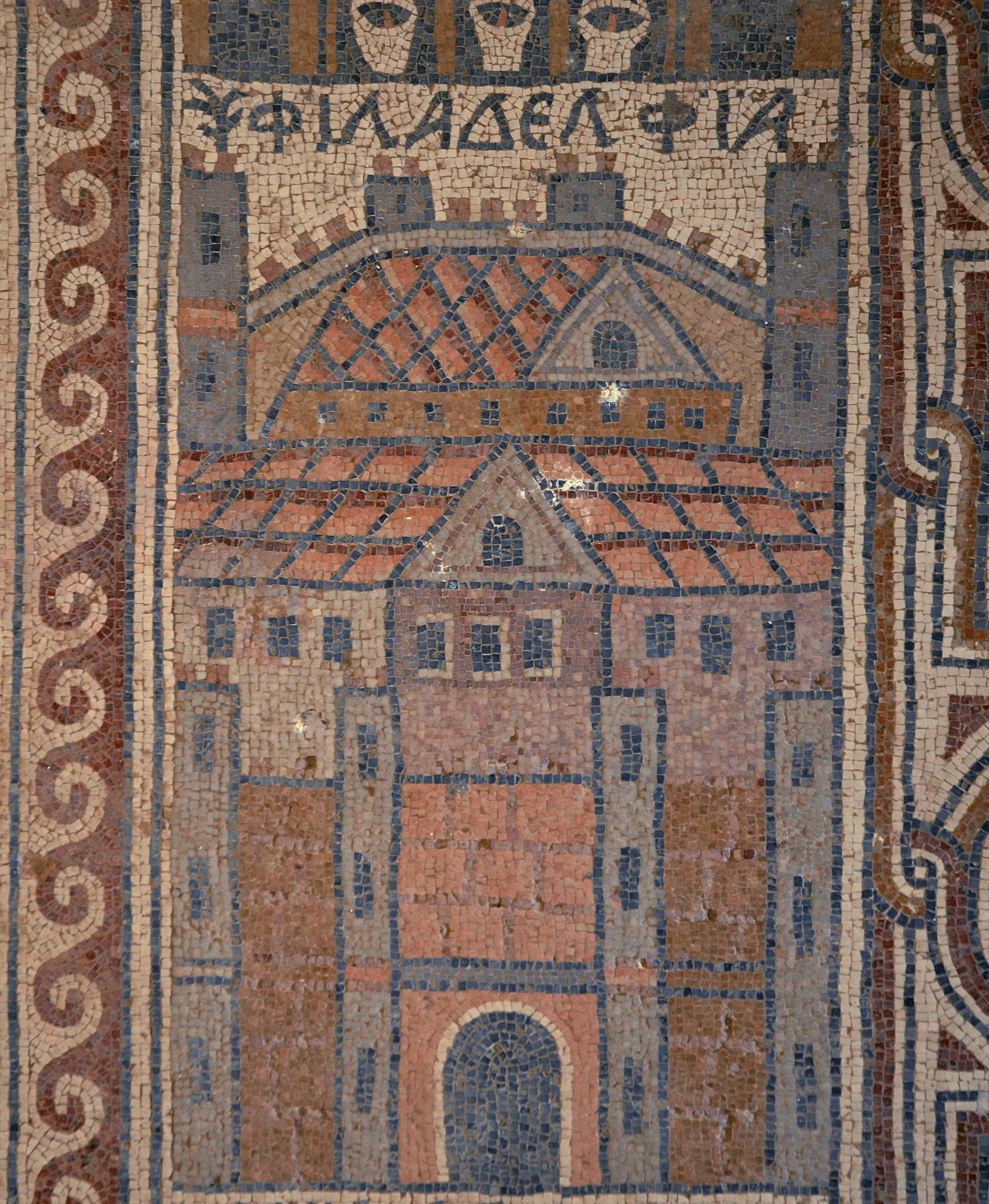
Philadelphia maintenant Amman.
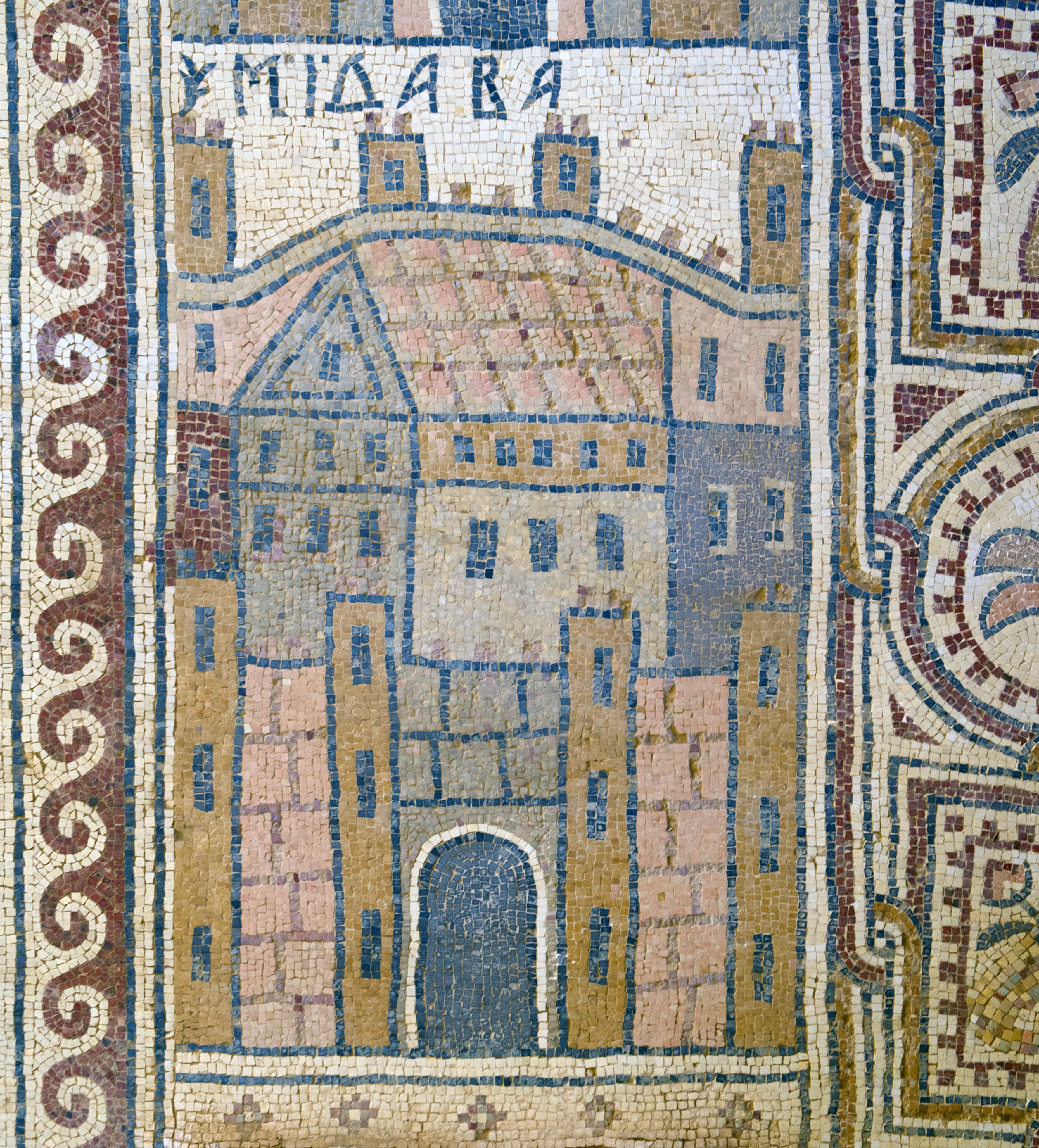
Madaba
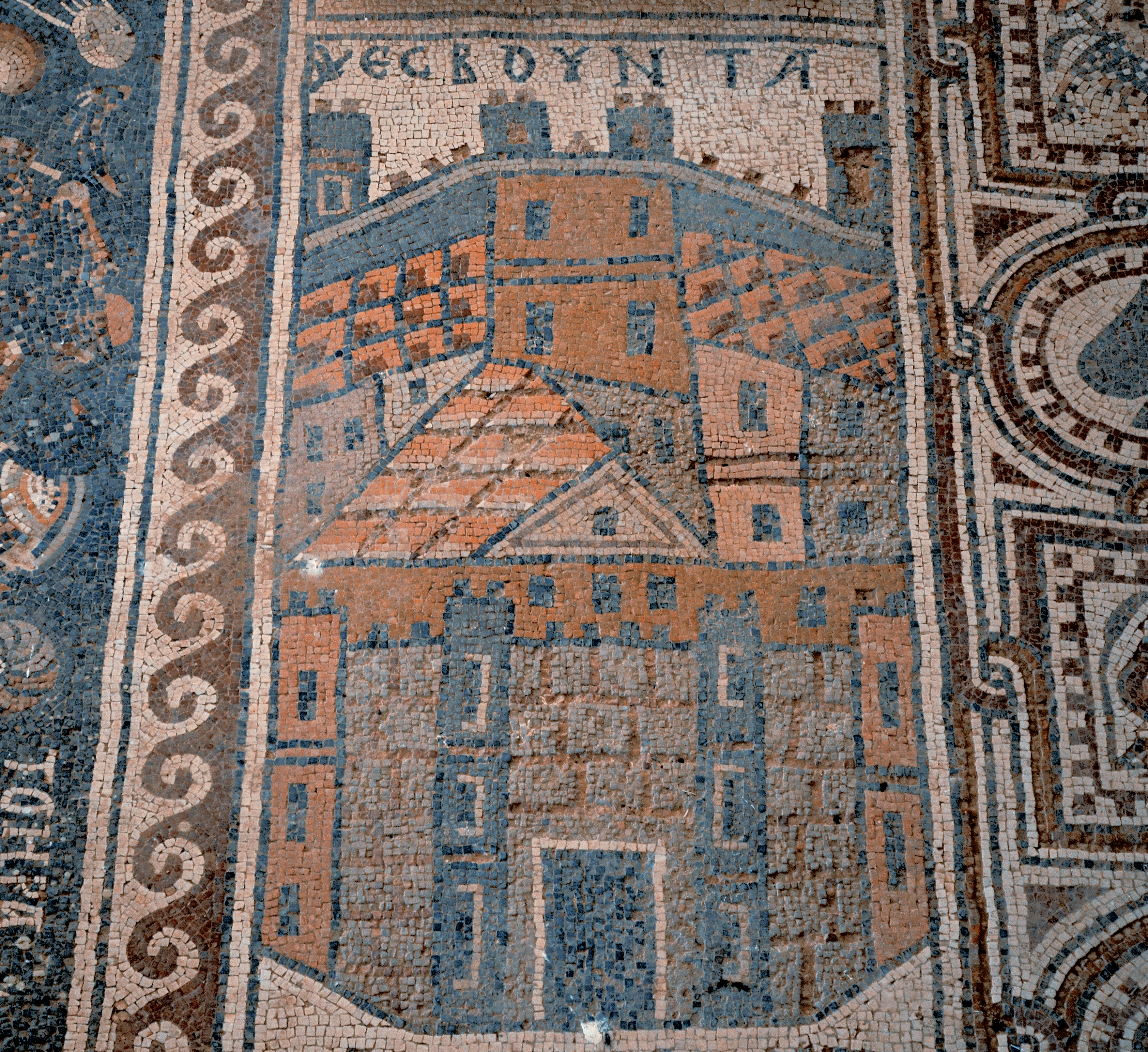
Esbounta : Hésebon.
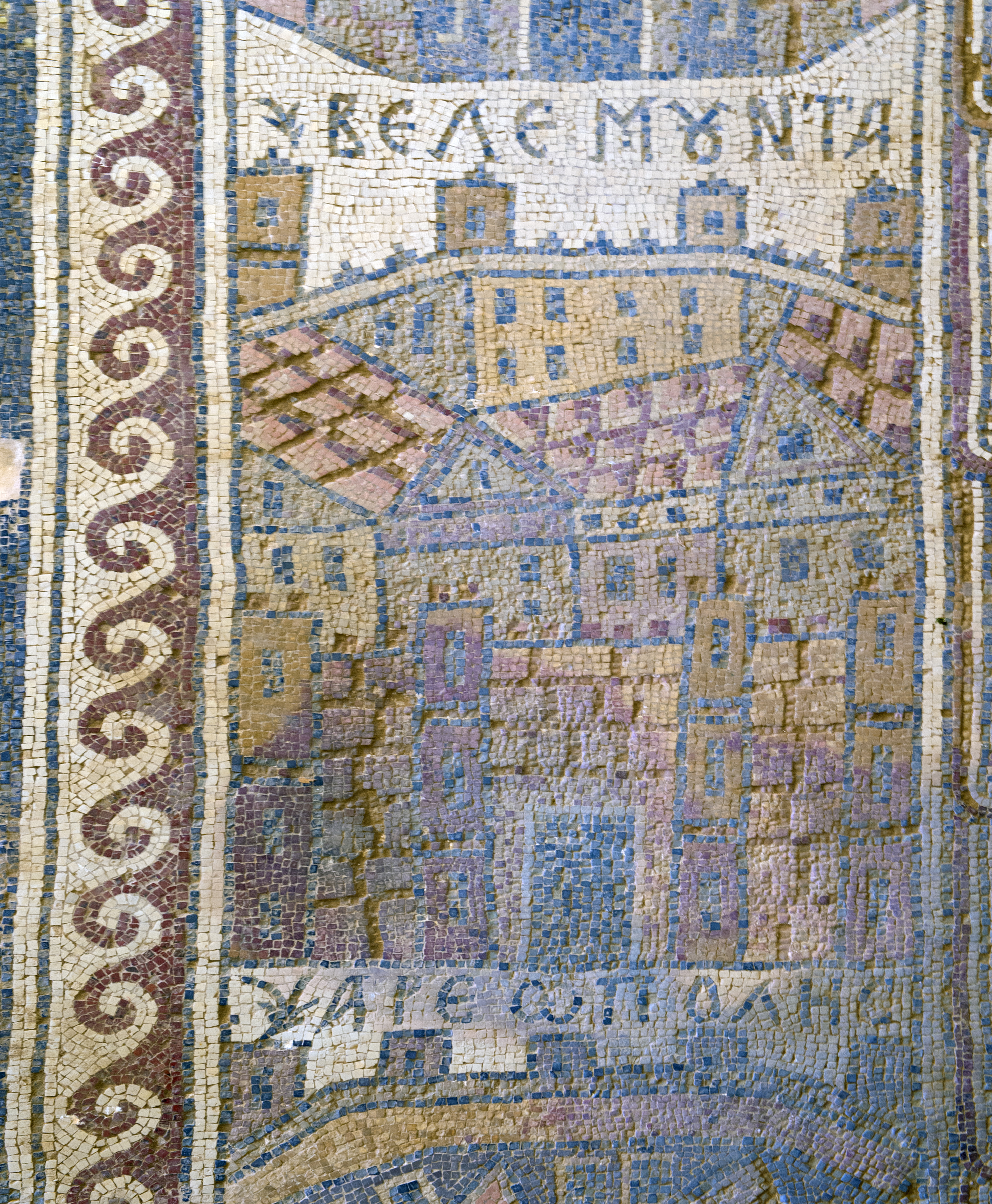
Belemounta les chutes de Madaba.

Les villes du delta du Nil :

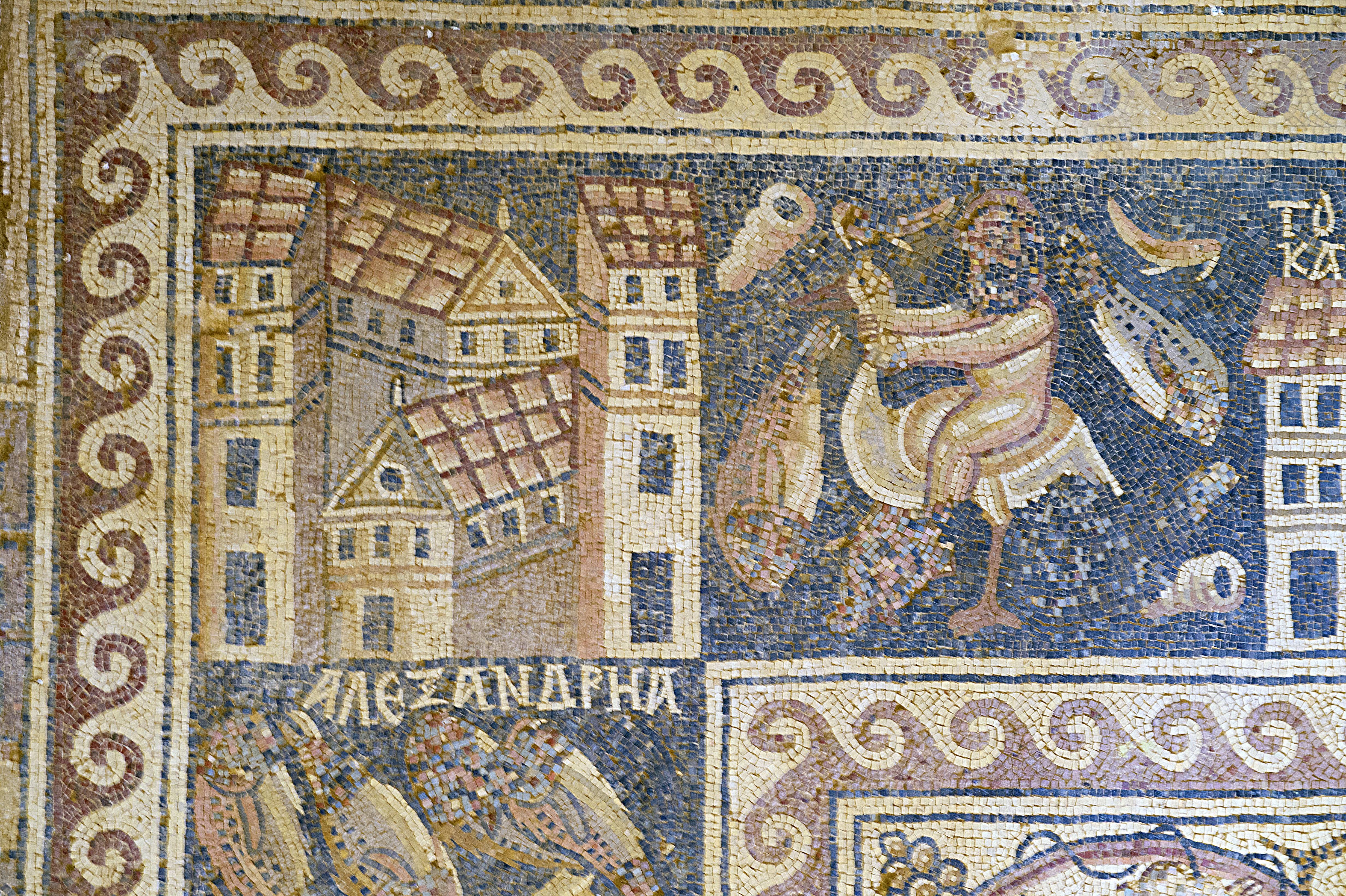
Alexandria
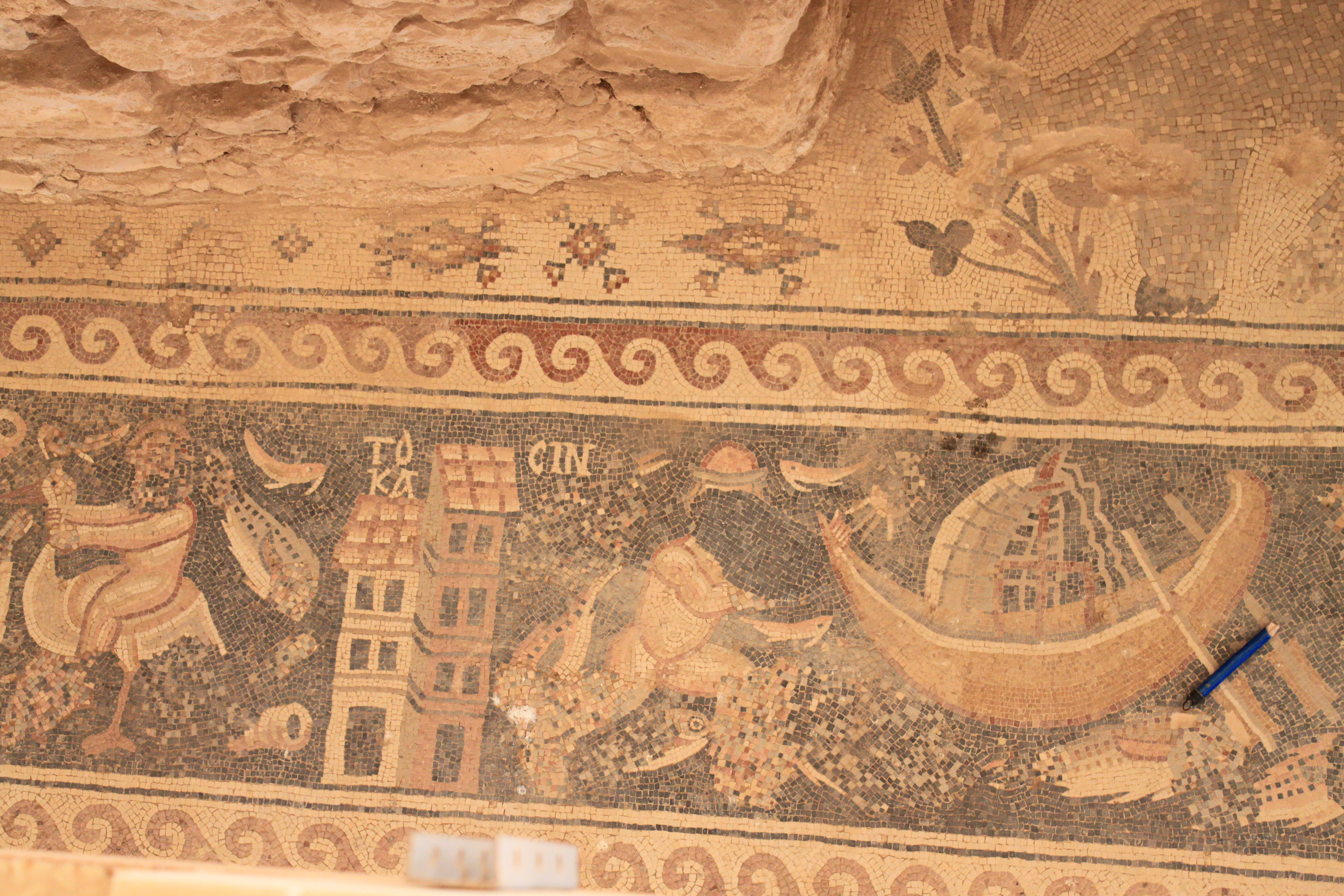
Kasin (Ras Kouroun)
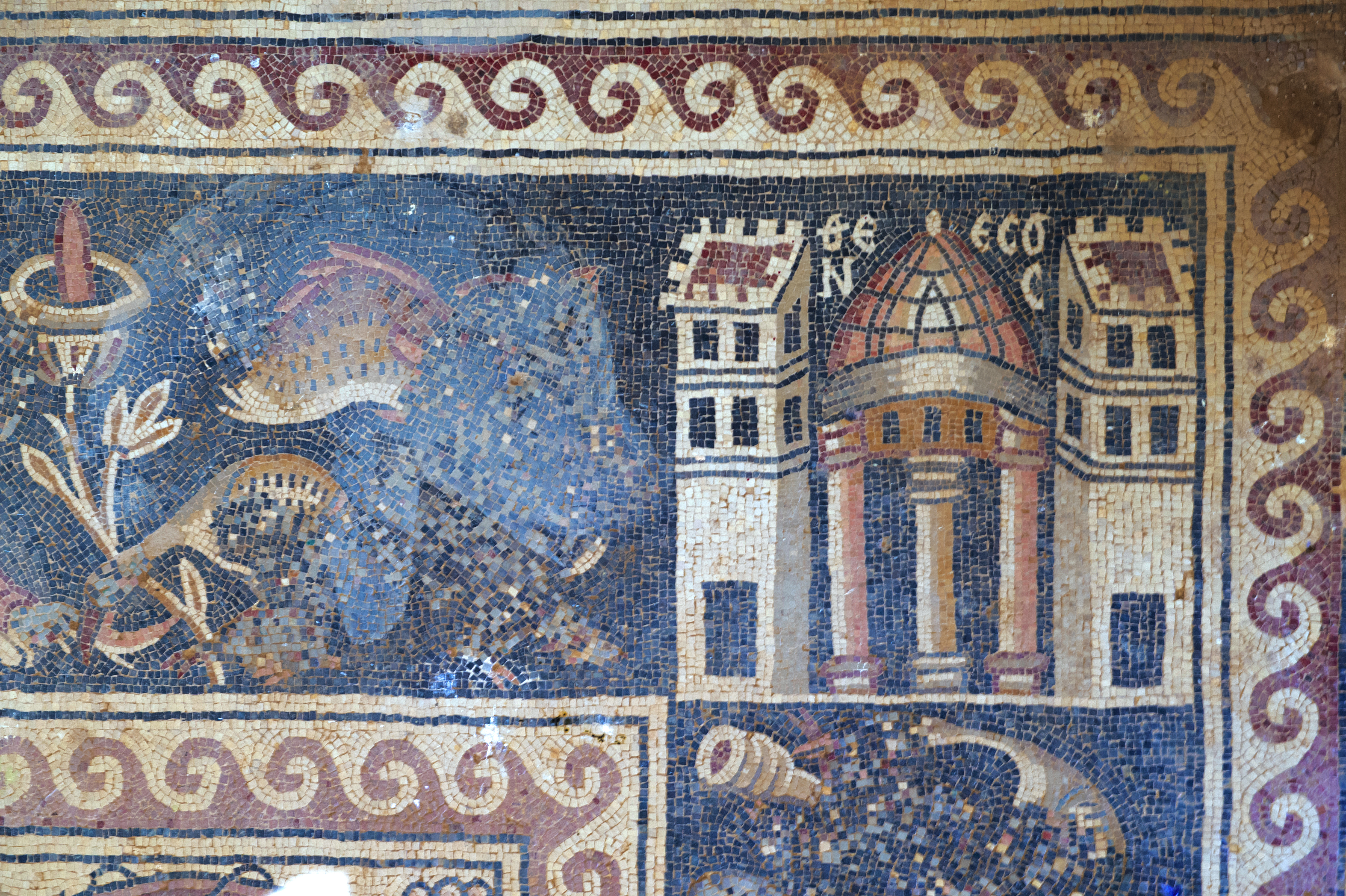
Thenesos
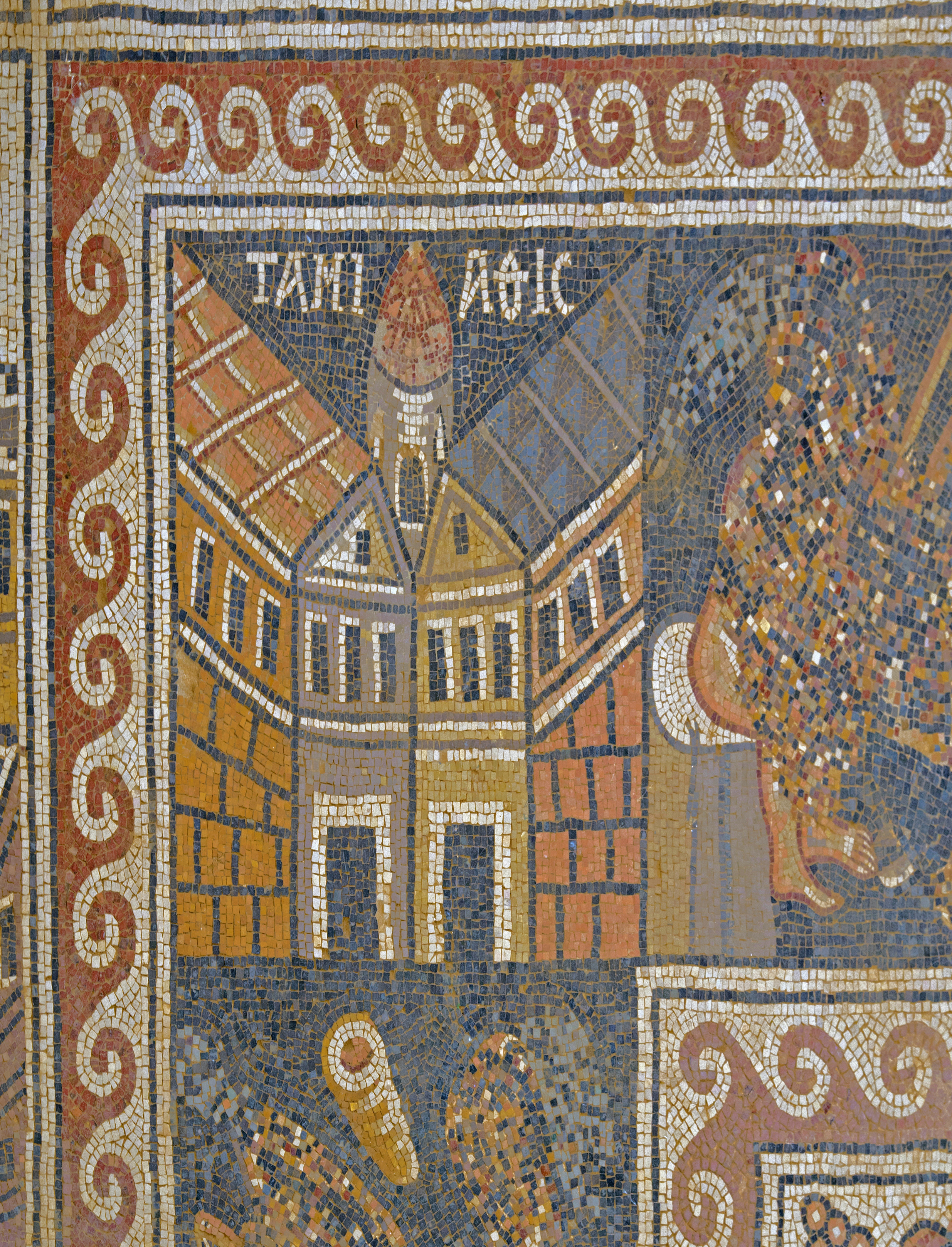
Tamiathis
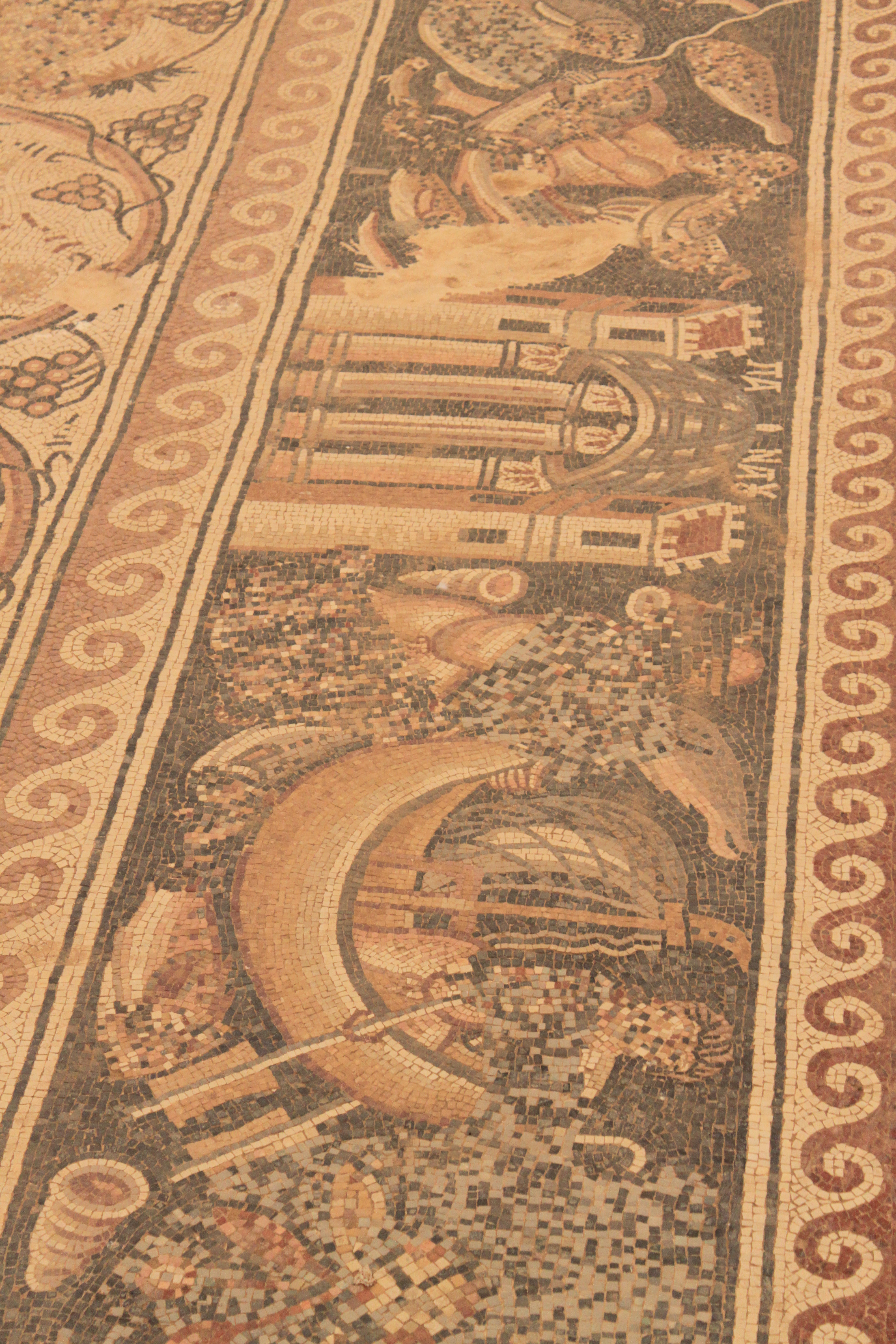
Panau
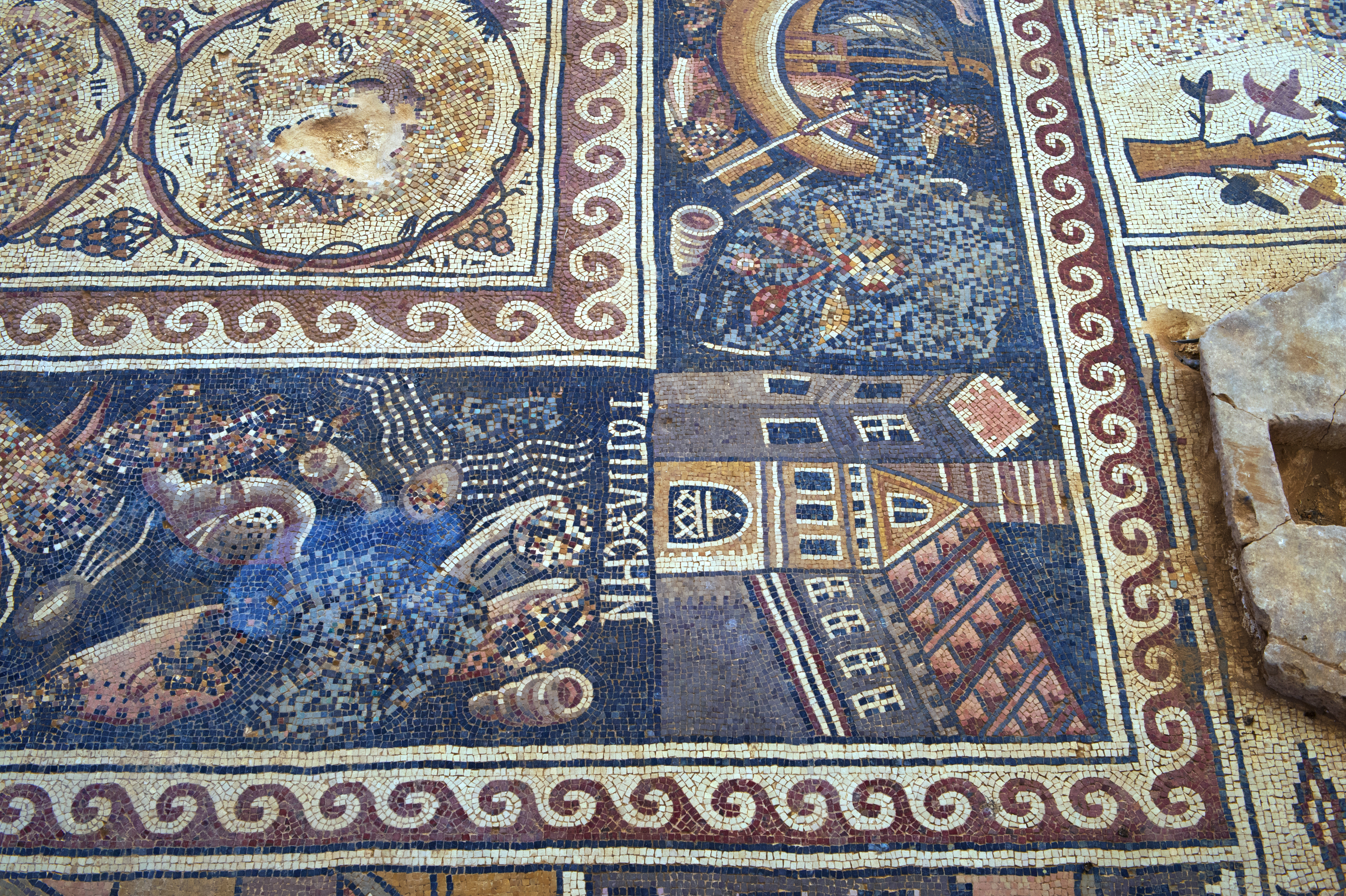
Pelusium
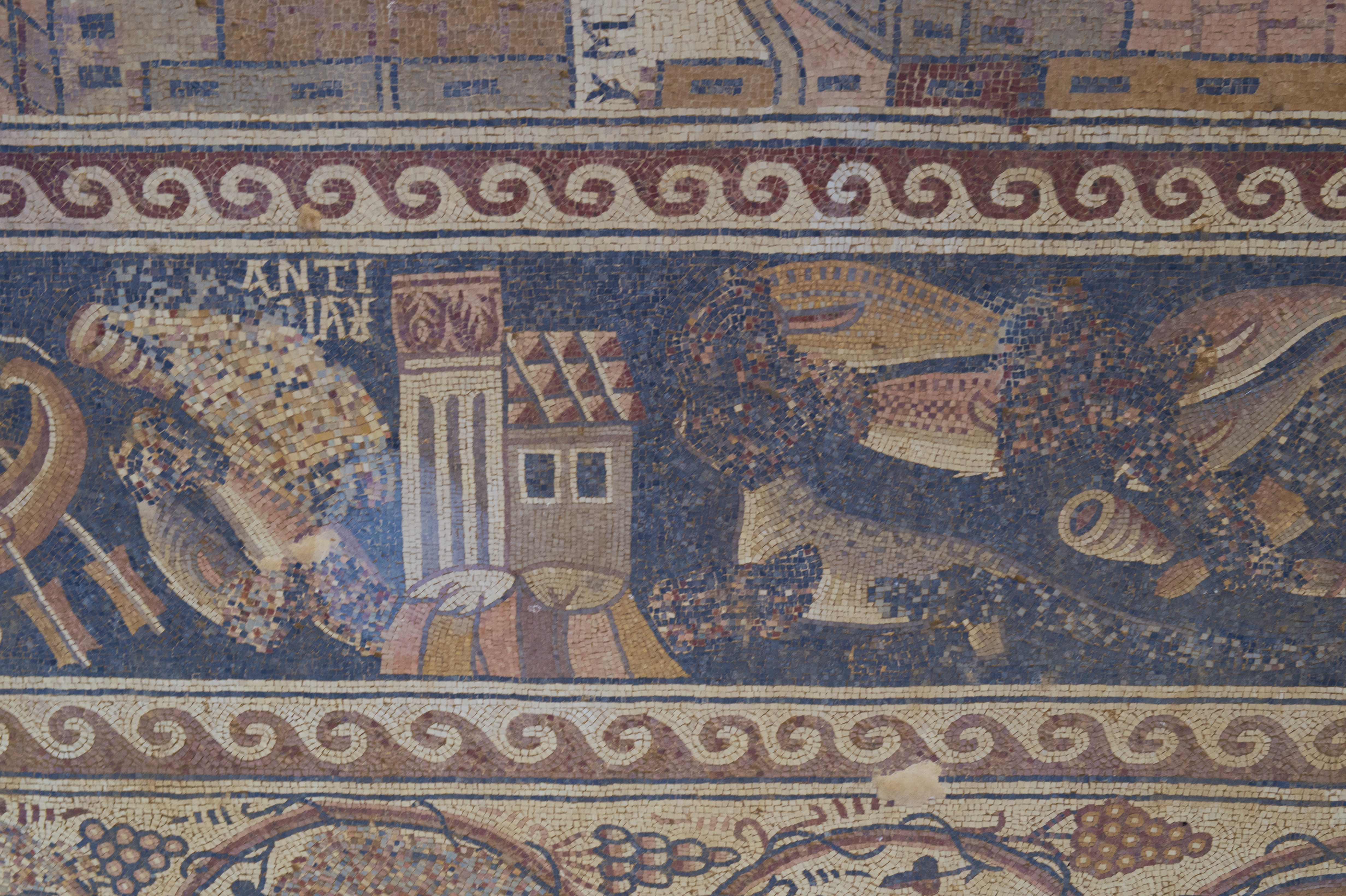
Anticiaou(?)
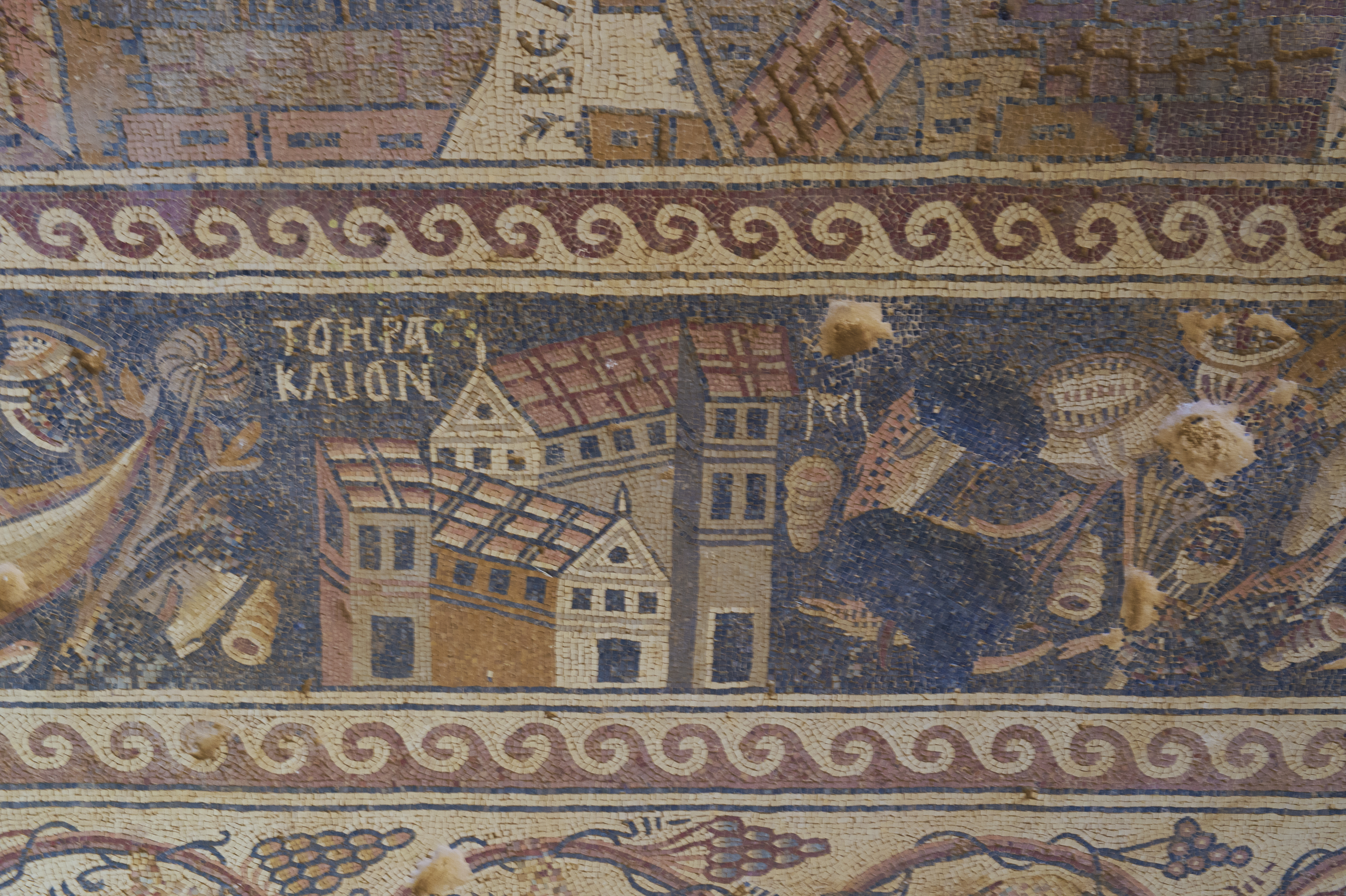
Eraklion
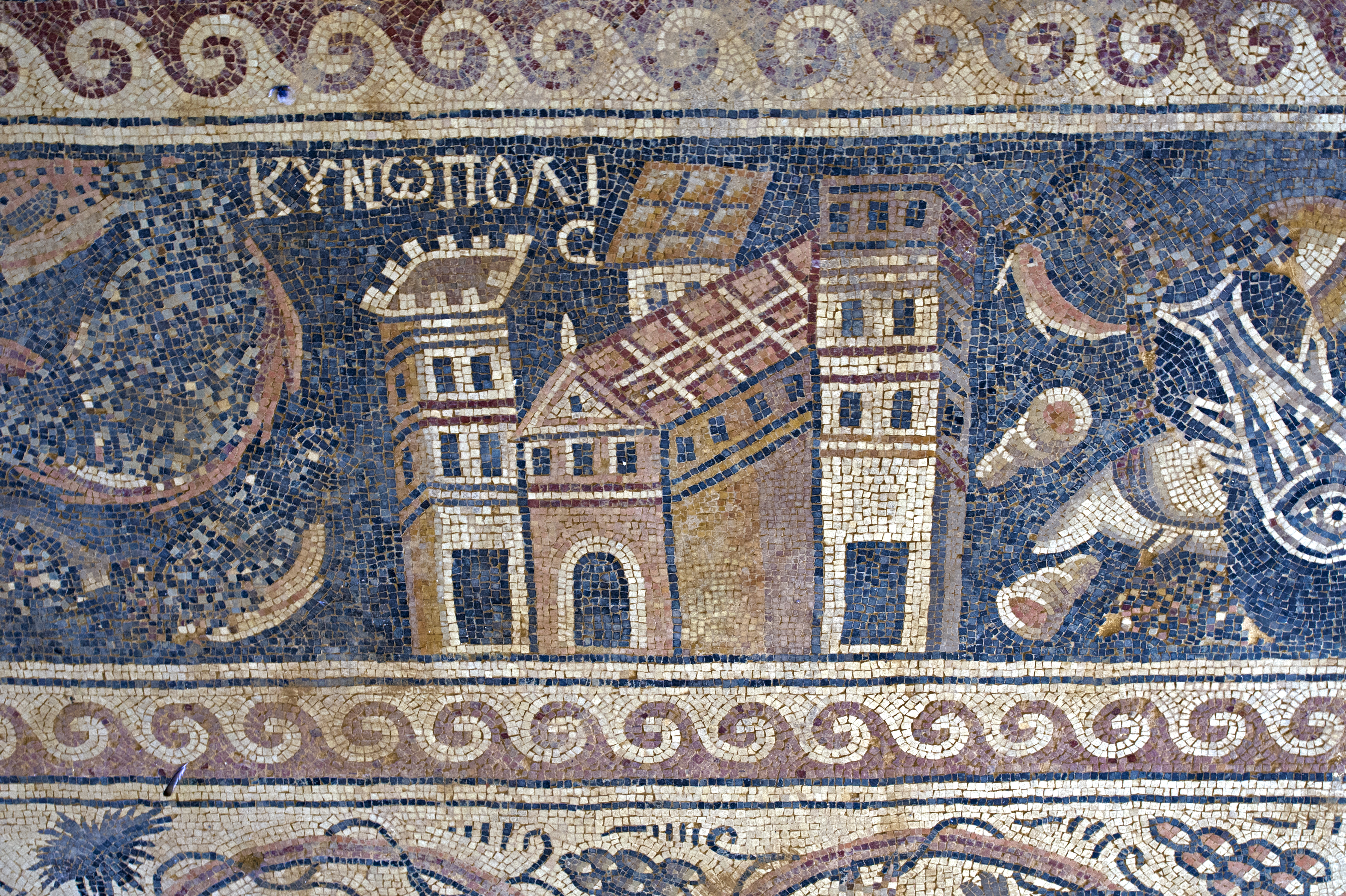
Cynopolis
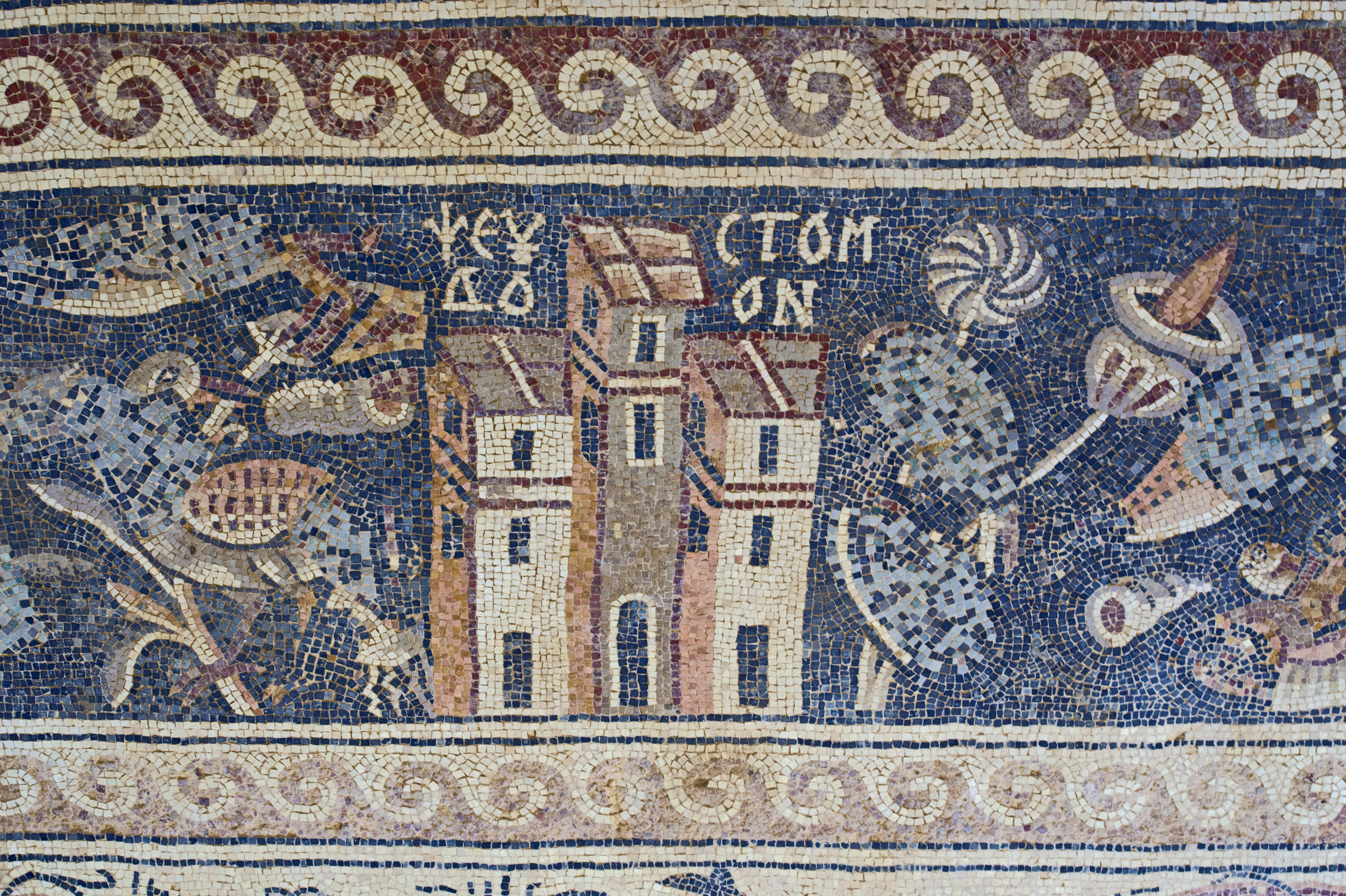
Pseudostomon